# John Goss
John Goss (Fareham, 27 dicembre 1800 – Brixton, 10 maggio 1880) è stato un organista e compositore inglese.
Fu anche un rinomato insegnante di musica.

## Biografia
John Goss nacque in una famiglia di musicisti e già da fanciullo fece parte del coro della Cappella Reale di Londra, per divenire in seguito allievo del compositore Thomas Attwood, organista della Cattedrale di St. Paul. 

Dopo un breve periodo come membro del coro di una compagnia teatrale, fu nominato organista in una cappella nel sud di Londra, per poi passare ad organi più complessi presso la chiesa di St. Luke a Chelsea, e tornare infine alla cattedrale di St. Paul, dove si adoperò tenacemente per migliorare gli standard ed i programmi musicali.
Come compositore Goss scrisse poco per orchestra, ma è noto per la sua musica vocale, religiosa e profana. Fra le sue composizioni più note vi sono i suoi inni: Praise, My Soul, the King of Heaven e See, Amid the Winter's Snow. Il critico musicale del "Times" lo descrisse come l'ultimo di quei compositori inglesi che limitarono quasi interamente la loro produzione alla musica sacra.
Dal 1827 al 1874, Goss fu professore alla Royal Academy of Music, come docente di armonia e insegnò anche alla St. Paul. Fra i suoi allievi dell'Accademia vi furono Arthur Sullivan, Frederic Hymen Cowen e Frederick Bridge. Il suo allievo più noto presso la St. Paul fu John Stainer, che gli succedette come organista della cattedrale.
Nel 1861 Goss, dovendo raccogliere fondi per dotare la cattedrale di un nuovo organo, diresse l'esecuzione del Messia di Händel, il primo oratorio eseguito nella cattedrale. Come era in uso nello stile vittoriano, l'esecuzione avvenne in una forma sontuosa, con un complesso di ben 600 elementi.
Ma nei primi anni 1870 la salute di Goss cominciò a vacillare. Nel 1872 egli decise di ritirarsi, ed il suo ultimo lavoro alla St. Paul fu eseguito nel febbraio di quell'anno, in occasione della funzione di ringraziamento per il ricovero del Principe di Galles (poi Edoardo VII) per una grave malattia. Per tale celebrazione Goss, infatti, compose una versione del Te Deum e un'antifona: The Lord is my strength.
Sir John Goss morì nella sua casa di Brixton, all'età di 79 anni, e le sue esequie si tennero nella cattedrale di St Paul. Fu sepolto nel "Kensal Green cemetery".

## Pubblicazioni
- Parochial Psalmody, Londra, 1826
- The Piano Forte Student's Catechism, Londra, 1830
- An Introduction to Harmony and Thorough-Bass, Londra, 1833
- The Monthly Sacred Minstrel, Londra, 1833–c.1835
- Chants, Ancient and Modern, Londra, 1841
- Cathedral Services Ancient and Modern, (con James Turle), due volumi, Londra, 1846
- The Church Psalter and Hymnbook, (con William Mercer), Londra, 1855
- The Organist's Companion, Londra, 1864